# Орас-Бенедикт од Сосира
Орас-Бенедикт од Сосира (фр. Horace-Bénédict de Saussure; Конше, 17. фебруар 1740 — Женева, 22. јануар 1799) је био швајцарски аристократа, физичар и љубитељ Алпа где је често одлазио, због чега се често сматра зачетником алпинизма.

## Живот и дело
Његов рани интерес за ботанику природно га је наводио на предузимање путовања у Алпе, а од 1773. надаље фокусирао је пажњу на геологију и физику тог региона. Својим радом допринео је унапређивању сазнања о топографији снегом покривених делова Алпа, и привукао пажњу туриста на места као што су Шамони Мон Блан и Цермат.
Године 1760. је први пут посетио Шамони Мон Блан, и понудио награду првом човеку који успе да стигне до врха Монблан, што је тада било непојмљиво.
Алпи су били у центру Сосусриових истраживања. Он их је доживљавао кључним у теорији Земље, и пружали су му могућност изучавања геологије на начин како то до тада није покушавано. Нагиб стратума, природа стена, фосилни остаци и минерали привукли су његову пуну пажњу.
Прикупио је сва тада расположива сазнања о хемији и применио их при проучавању минерала, воде и ваздуха. Сосирова геолошка искуства навела су га да постане чврсти заговорник Нептуниста. Он је сматрао да су све стене и минерали исталожени из воденог раствора или суспензије, и наглашавао значај изучавању метеоролошких услова.
Носио је барометар и термометар на врхове највиших планина, и процењивао релативну влажност атмосфере на различитим висинама, температуре, јачину соларне радијације, састав ваздуха и његову прозирност. Потом, пратећи сталожену влагу, истраживао је температуру Земље у свим дубинама до којих је могао да досегне са својим термометром, стање и температуру водотока, река, ледника језера, и мора.